# Percepção multiestável

Exemplos de padrões visualmente ambíguos.

Os fenómenos de percepção multiestável  são um aspecto raro da percepção visual, caracterizados pela sequência imprevisível de mudanças subjectivas espontâneas.

## Causa
A multiestabilidade perceptiva surge na observação de padrões visuais que são demasiado ambíguos para serem reconhecidos pelo sistema visual com uma única interpretação, em que é frequente a alternância entre dois estados perceptuais. Entre os exemplos famosos estão o cubo de Necker, a rivalidade monocular e a rivalidade binocular, mas conhecem-se muito mais fenómenos de ambiguidade visual.

## Caracterização
As transições entre um dos perceptos e o outro chamam-se reversões perceptivas. São casos de espontaneidade estocástica que não se permitem eliminar por esforços intencionais, embora seja possivel desenvolver um certo controlo do processo. O número das reversões varia drasticamente entre estímulos e observadores, e diz-se que são mais lentas, ou em menor quantidade, nos indivíduos com desordem bipolar.

## Artes
Podem encontrar-se muitos exemplos de percepção multiestável na artes, sendo muito comuns na Op art e em obras de artistas, como é o caso de M. C. Escher ou Salvador Dalí.